# Linguete
En un buque, se llama linguete a un pedazo de madera o barra corta y fuerte de hierro que gira sobre el perno con que está clavada por una de sus cabezas en la cubierta al pie del cabrestante, y sirve para contener esta máquina o impedir que se desvíe o dispare. 
Viene a ser absolutamente como la pieza que los relojeros llaman el trinquete o hace el mismo oficio que está en los relojes. También suele ponerse en la cubierta superior, esto es, en la que forma techo para que en lugar de actuar en el pie, lo verifique en el sombrero de la máquina y a la acción de ponerlo en uso se llama pasar linguete. 
Antiguamente, se le llamaba eslinguete.